# Методика Дембо-Рубинштейн
Методика Дембо́-Рубинште́йн — метод психодиагностики, направленный на изучение самооценки испытуемого, разработанный Т. В. Дембо в 1962 году и дополненный С. Я. Рубинштейн в 1970 году.
Первоначально Т. В. Дембо тест разрабатывался с целью изучения представления о счастье. С. Я. Рубинштейн модифицировала и расширила методику, перенаправив её на изучение самооценки и сознания болезни, добавив варианты интерпретации.

## Описание
Стимульный материал методики представляет собой четыре вертикальные линии, последовательно расчерченные на горизонтальном листе бумаги и обозначающие собой четыре шкалы: шкалу здоровья, шкалу ума, шкалу характера и шкалу счастья.

### Проведение методики
Методика проводится в форме свободной беседы. На листке бумаге чертится первая вертикальная линия. Экспериментатор объясняет испытуемому, что это шкала здоровья, в самом верху которой расположены самые здоровые люди, а в самом низу — самые больные, а затем просит отметить своё местоположение на шкале. Рядом с первой линией проводится вторая, шкала ума, и дается аналогичная задача. Затем третья линия, шкала характера, и четвёртая, шкала счастья.
Затем начинается этап экспериментально спровоцированной беседы. Испытуемому предлагается объяснить, каких людей он считает самыми счастливыми, а каких — самыми несчастными. Также, в зависимости от того, где на шкале расположил себя испытуемый, задается вопрос, почему он выбрал для себя именно такое местоположение, и что мешает ему причислить себя к самым счастливым людям. Кроме того, подлежит обсуждению и само понятие счастья. Далее экспериментатор таким же образом обсуждает с испытуемым три предыдущие шкалы. Особенной аккуратности требует шкала ума, где испытуемого просят также описать, какими качествами своего ума он недоволен. Вопросы об отметке на шкале характера задаются таким образом, чтобы выяснить, какими чертами своего характера больной недоволен, какие считает хорошими. Затем допускается создание испытуемым 1-3 собственных шкал с дальнейшей проработкой их по вышеуказанной схеме.
В процессе беседы допускается создание пометок на рабочем листе.

### Анализ результатов
Анализ методики опирается в большей степени на последующее обсуждение, а не на расположение меток. По данным исследований С. Я. Рубинштейн (1970), у большинство психически здоровых взрослых и подростков наблюдается тенденция расположения метки «чуть выше середины» вне зависимости от их самооценки. 

При различных психических заболеваниях обнаруживаются тенденции смещения отметки к крайним точкам шкалы. Так, например, больной шизофренией может отметить своё местоположение в высших точках первых трех шкал, а на последней шкале (шкале счастья) причислить себя к самым несчастным, объясняя это тем, что счастливые люди — творцы, а ему творить помешали врачи. Депрессивная больная шизофренией с идеями самообвинения может оценить себя как стоящую выше среднего уровня по здоровью, самой глупой и самой плохой по характеру, а также самой несчастной.
Абсолютного значения такие проявления самооценки не имеют, кроме того, нет диагностически значимых типов оценок. Данная методика способствует анализу личности испытуемого в каждом отдельном случае. Экспериментатор должен самостоятельно интегрировать полученные в результате проведения методики данные в общий личностный портрет испытуемого: оценить направленность его притязаний, самооценки, локус контроля. Особенно полезные данные могут быть выявлены при сопоставлении результатов этой методики с результатами исследований особенностей мышления и эмоционально-волевой сферы.

### Области применения
Данная методика применяется как на здоровых испытуемых, так и на больных в рамках патопсихологической диагностики. В связи с тем, что методика может быть весьма очевидной для испытуемого, её не рекомендуется применять в ситуациях, когда результаты могут значительно повлиять на будущее испытуемого (например, при собеседовании на работу). Она может быть использована также в батареях психологических тестов на больших выборках.

## Модификации

### Детский вариант методики
Предложенный С. Я. Рубинштейн вариант адаптации теста к детскому возрасту содержит модификацию пробы Де Греефе. При оценке себя по шкале «ум» ребенку предлагается также отметить разноцветными черточками положение своего соседа по парте и своего учителя (или учительницы). Оценка по шкалам «характер» и «счастье» дается в сравнении с учениками своего класса. Шкала «здоровье» является тренировочной, на примере которой ребенку объясняются приемы работы со шкалами, ответы по ней не учитываются в результатах методики. После проставления меток начинается беседа с ребенком, цель которой, понять мнение ребенка о той или иной оценке, так же, как и в беседе со взрослым.
Детский вариант методики дает возможность выявить самооценку детей, которую можно считать показателем зрелости их личности.

### Модификация П. В. Яньшина
П. В. Яньшин существенно дополнил методику, добавив шкалы «удовлетворенность собой» и «оптимизм», видоизменив инструкцию и составив более жесткую схему анализа.

Нововведенные элементы инструкции:
1. Отметьте черточкой на шкале, как вы себя оцениваете в данный момент по… (данному параметру)?
2. Отметьте кружком на шкале, где бы вы мечтали находиться в идеале между этими полюсами?
3. Отметьте галочкой на шкале, где вы можете оказаться, объективно оценивая свои возможности? Чего вы можете добиться, объективно оценивая свои возможности?"

Важно:

- Полюс должен быть представлен одним человеком (человеком в единственном числе).
- На шкале должна быть отмечена середина

Схема анализа:

Анализ результатов теста производится по 11 параметрам с опорой на проставленные метки.
Параметры:
1. Высота самооценки (фон настроения);
  - чрезмерно высокая (высокий фон настроения) — актуальная самооценка находится в третьем интервале.
  - повышенная (повышенный фон настроения) — актуальная самооценка колеблется в пределах 1-1,5 интервалов и находится главным образом в границах двух верхних интервалов.
  - нормальная (ровный фон настроения) — актуальная самооценка находится в первом интервале.
  - пониженная (пониженный фон настроения) — актуальная самооценка находится на средней отметке или в интервале ниже средней отметки.
  - выраженно низкая (низкий фон настрония) — актуальная самооценка находится внижнем интервале.
2. Устойчивость самооценки (эмоциональная устойчивость);
  - эмоциональная устойчивость — актуальная самооценка колеблется в пределах 1-1,5 интервалов.
  - эмоциональная неустойчивость — актуальная самооценка колеблется в пределах 3 и более интервалов; при равномерной самооценке встречаются западения по одной шкале и подъём по другой.
3. Степень реалистичности и/или адекватности самооценки (при её повышении);
  - нереалистичность самооценки — устойчивое повышение актуальной самооценки доходит до верхнего интервала.
4. Степень критичности, требовательности к себе (при понижении самооценки);
  - чрезмерно повышенная требовательность к себе — большинство отметок актуальной самооценки стоят ниже средней отметки.
5. Степень удовлетворенности собой (по прямым и косвенным индикаторам);
  - косвенный индикатор — расстояние между отметками актуальной и идеальной самооценки по шкалам; чем это расстояние меньше, тем больше удовлетворенность собой.
  - прямой индикатор — высота актуальной самооценки на шкале «удовлетворенность собой».
6. Уровень оптимизма (по прямым и косвенным индикаторам);
  - косвенный индикатор — соотношение интервала возможного (расстояние от актуальной самооценки до объективной оценки собственных возможностей) и интервала невозможного (расстояние от оценки собственных возможностей до идеальной самооценки); чем больше интервал возможного и меньше — невозможного, тем выше уровень оптимизма.
  - прямой индикатор — высота актуальной самооценки на шкале «оптимизм».
7. Интегрированность осознанного и неосознаваемого уровней самооценки;
  - отсутствие интегрированности — показатели оптимизма и удовлетворенности собой по прямым и косвенным индикаторам не совпадают.
  - интегрированность — показатели оптимизма и удовлетворенности собой по прямым и косвенным индикаторам — совпадают.
8. Противоречивость/непротиворечивость показателей самооценки;
  - испытуемый дает себе различные оценки (актуальная самооценка) по сходным шкалам (например, высокая оценка по шкале «здоровье» и низкие оценки по шкалам психическое и физическое здоровье).
9. Зрелость/незрелость отношения к ценностям;
  - незрелость — показатель идеальной самооценки совпадает с верхним полюсом шкалы в трех и более случаях.
10. Наличие и характер компенсаторных механизмов, участвующих в формировании «Я-концепции»;
  - парциальная компенсаторная потеря критичности — компенсация частной проблемы (единичного западения самооценки) чрезмерным завышением самооценки по отдельной шкале; устойчивая самооценка на фоне которой наблюдается провал по одной шкале и подъём по другой шкале.
  - механизм борьбы с депрессией — компенсаторное снижение идеальной самооценки с целью повышения удовлетворенности собой при пониженной в целом актуальной самооценке; линии актуальной и идеальной самооценок параллельны, несколько неустойчивы, актуальная самооценка понижена.
  - вытесняемая неудовлетворенность собой — компенсаторное снижение идеальной самооценки с целью повышения удовлетворенности собой при повышенной в целом актуальной самооценке; линии актуальной и идеальной самооценок параллельны, несколько неустойчивы, актуальная самооценка повышена.
  - дезинтеграция осознанного и неосознанного уровней самооценки — несоответствие результатов косвенной и прямой оценки оптимизма и удовлетворенности собой; различие (несовпадение) между косвенными и прямыми индикаторами удовлетворенности собой и оптимизма.
  - инфляция мечты — смещение отметок идеальной самооценки на уровень отметок оценки своих возможностей; отметки идеальной самооценки и объективной оценки своих возможностей совпадают.
  - неадекватно завышенная самооценка с признаками нарушения критичности; устойчивое повышение самооценки доходит до верхнего интервала.
11. Характер и содержание проблем и их компенсаций

### Модификация А. М. Прихожан
Описание

В данной модификации введены дополнительные параметры обработки результатов. Кроме того, А. М. Прихожан ввела иные шкалы: здоровье, ум/способности, характер, авторитет у сверстников, умение многое делать своими руками/умелые руки, внешность, уверенность в себе. В этой модификации испытуемому выдается уже готовый бланк, на котором изображено семь линий, высота каждой — 100 мм, с указанием верхней, нижней точек и середины шкалы. При этом верхняя и нижняя точки отмечаются заметными чертами, середина — едва заметной точкой. В инструкции испытуемому предлагается черточкой отметить своё местоположение на шкале, а крестиком — тот уровень развития качества, при котором он бы мог ощутить гордость за себя.

Обработка данных

Обработка проводится по шести шкалам (первая, тренировочная — «здоровье» — не учитывается). Каждый ответ выражается в баллах. Длина каждой шкалы 100 мм, в соответствии с этим ответы получают количественную характеристику (например, 54 мм соответствует 54 баллам).

Последовательность действий:
1. По каждой из шести шкал определить:
  - уровень притязаний — расстояние в мм от нижней точки шкалы («0») до знака «х»;
  - высоту самооценки — от «о» до знака «—»;
  - значение расхождения между уровнем притязаний и самооценкой — расстояние от знака «х» до знака «-», если уровень притязаний ниже самооценки, он выражается отрицательным числом.
2. Рассчитать среднюю величину каждого показателя уровня притязаний и самооценки по всем шести шкалам.

Интерпретация
1. Уровень притязаний

Норму, реалистический уровень притязаний, характеризует результат от 60 до 89 баллов.
Оптимальный — сравнительно высокий уровень — от 75 до 89 баллов, подтверждающий оптимальное представление о своих возможностях, что является важным фактором личностного развития.
1. Высота самооценки

Количество баллов от 45 до 74 («средняя» и «высокая» самооценка) свидетельствует о реалистичной (адекватной) самооценке. При этом оптимальным для личностного развития следует признать результат, находящийся в верхней части этого интервала — от 60 до 74 баллов.
1. Расхождения между уровнем притязаний и уровнем самооценки.

За норму здесь принимается расхождение от 8 до 22 баллов, свидетельствующее, что школьник ставит перед собой такие цели, которые он действительно стремится достичь. Притязания в значительной степени основываются на оценке им своих возможностей и служат стимулом личностного развития.